# ŽNK Polet-Baranja Karanac
ŽNK Polet-Baranja je ženski nogometni klub iz Karanca, naselja u općini Kneževi Vinogradi.

## Povijest
Ženski nogometni klub Polet-Baranja osnovan je 30. ožujka 1999. godine a za prvu predsjednicu kluba izabrana je igračica Branka Juhas. Prvu službenu utakmicu odigrale su u hrvatskome kupu za žene, 9. svibnja 1999. godine, protiv djevojčadi ŽNK Danica iz Virovitice, i pobijedile s 2:1, pogodcima Kristine Schott. Dva su puta bile dospjele do poluzavršnice Kupa, 2001. i 2002. godine. Počasna predsjednica kluba je Vesna Škare-Ožbolt. Od osnutka do 2005. godine klub su trenirali Zdenko Gorup, Josip Kasap, Branislav Krezić, Zdenko Marijanović, Zlatko Novak, Željko Ovčar, Zdravko Pavlinić i Zvonko Redžep.
Od osnutka pa do sezone 2010./11. nastupale su u 1. hrvatskoj nogometnoj ligi za žene.